# Mord i mørket
Mord i mørket er en dansk film fra 1986. Den blev instrueret af Sune Lund-Sørensen, og manuskriptet blev skrevet af Erik Balling, Henning Bahs og Sune Lund-Sørensen efter en roman af Dan Turèll. Michael Falch spillede hovedrollen som den navnløse detektiv, og vandt Bodilprisen for bedste mandlige hovedrolle for sin præstation året efter.

## Medvirkende
- Michael Falch
- Tommy Kenter
- Line Knutzon
- Ove Sprogøe
- Ole Ernst
- Hans Henrik Voetmann
- Morten Grunwald
- Peter Larsen
- John Martinus
- Peter Schrøder
- Lise-Lotte Norup
- Arne Hansen
- Benny Bundgaard
- Tage Axelson
- Bent Warburg
- Kit Eichler
- Anders Hove
- Martin Spang Olsen
- Erik Holmey
- Peter Gantzler